# P Money
Пэрис Мур-Уильямс, более известный под сценическим псевдонимом P Money — английский грайм-исполнитель. Наибольшую известность получил, благодаря своему «живому» исполнению  песен «Slang Like This», «Anthemic» и «Round the Clock». Являлся участником коллектива Fatal Assassins и сооснователем грайм-группы OGz из Луишема, в составе которой он выпустил один альбом, OGz Season Vol. 1.. За свою сольную карьеру выпустил один студийный альбом Live & Direct, семь микстейпов и девять мини-альбомов. В музыкальном плане его творчество характеризуется смешением элементов различных жанров электронной музыки с дабстепом и гэриджем, техничной и энергичной манерой исполнения, агрессивными текстами, а также выразительной и «язвительной» рифмовкой. Основными темами песен является личные проблемы и уличная жизнь.

## Дискография
Студийные альбомы
| Название      | Описание                                                                    | Высшая позиция |
| Название      | Описание                                                                    | UK             |
| ------------- | --------------------------------------------------------------------------- | -------------- |
| Live & Direct | - Выпущен: 25 ноября 2016 - Лейбл: Rinse - Формат: CD, цифровая дистрибуция | 94             |

Микстейпы
- 2007 — Coins 2 Notes
- 2008 — P Money Is Power
- 2009 — Money Over Everyone
- 2011 — Blacks & P (при участии Blacks)
- 2013 — #MAD
- 2015 — Money Over Everyone 2
- 2018 — Money Over Everyone 3
- 2019 — Money Over Everyone 3

Мини-альбомы
- 2011 — I Beat the Tune
- 2012 — Dubsteppin
- 2013 — Round the Clock
- 2014 — Originators
- 2015 — I Beat the Tune 2
- 2016 — Thank You
- 2017 — Snake
- 2017 — Snake 2
- 2018 — Back 2 Back (при участии Little Dee)
- 2020 — While We Wait
- 2021 — Untraditional (при участии Silencer)

Синглы
- 2012 — «Reload» (при участии DJ Zinc)
- 2015 — «Lamborghini» (при участии KSI)
- 2015 — «10/10»
- 2019 — «Shots» (при участии Jubilee)
- 2019 — «You Get Me» (при участии Jubilee)
- 2019 — «No One»
- 2019 — «Shook»
- 2020 — «Wake Up Call» (Yoshi Remix) (при участии KSI, Trippie Redd и Tobi)
- 2021 — «This Year» (при участии Tobi)
- 2021 — «Buss The Red»